# Comuna de Nowogród
Nowogród (polaco: Gmina Nowogród) é uma gminy (comuna) na Polónia, na voivodia de Podláquia e no condado de Łomża. A sede do condado é a cidade de Nowogród.
De acordo com os censos de 2004, a comuna tem 3974 habitantes, com uma densidade 39,4 hab/km².

## Área
Estende-se por uma área de 100,98 km², incluindo:
- área agricola: 68%
- área florestal: 21%

## Demografia
Dados de 30 de Junho 2004:
|                      | Total   | Total | Mulheres | Mulheres | Homens  | Homens |
| -------------------- | ------- | ----- | -------- | -------- | ------- | ------ |
|                      | pessoas | %     | pessoas  | %        | pessoas | %      |
| População            | 3974    | 100   | 2004     | 50,4     | 1970    | 49,6   |
| Densidade (pop./km²) | 39,4    | 100   | 19,8     | 19,8     | 19,5    | 19,5   |

De acordo com dados de 2002, o rendimento médio per capita ascendia a 1348,6 zł.

## Subdivisões
- Baliki, Chmielewo, Dzierzgi, Grądy, Grzymały, Jankowo-Młodzianowo, Jankowo-Skarbowo, Kupnina, Mątwica, Morgowniki, Ptaki, Serwatki, Sławiec Dworski, Sławiec, Sulimy, Szablak.

## Comunas vizinhas
- Łomża, Mały Płock, Miastkowo, Zbójna